# Nobilissimus
Nobilissimus (dosłowne tłumaczenie z łaciny: „najbardziej szlachetny”) lub po grecku nōbelissimos to jeden z najwyższych tytułów w czasach późnego cesarstwa rzymskiego i wczesnego Bizancjum. Tytuł był przyznawany także kobietom, zwano je wtedy nobilissima.

## Historia
Określenie Nobilissimus było początkowo używane w stosunku do władców którzy nosili tytuł Caesar, będących dziedzicami i współrzadcami władców z tytułem August. Nobilissimus jako oddzielny tytuł, według prac Zosimosa, pojawia się po raz pierwszy w czasach panowania cesarza Konstantyna Wielkiego, który chciał w ten sposób uhonorować jednego ze swoich krewnych, nie włączając go jednak do sukcesji. Od Konstantyna aż do XI wieku tytuł ten był nadawany członkom bizantyjskich dynastii panujących a w hierarchii znajdował się za tytułem cezara.  W Kletorologionie Filotesa, napisanym pod koniec IX wieku, autor wymienia atrybuty przysługujące osobom noszącym tytuł nobilissimusa takie jak purpurowe tuniki, płaszcze i pasy.
Od XI wieku tytuł zmienił swój charakter i zaczęto go nadawać wyższym dowódcom wojskowym. Nobilissimusem był na przykład Aleksy Komnen. Za rządów jego dynastii znaczenie tytułu uległo dewaluacji z racji faktu iż cesarze nadawali go znacznej liczbie osób. W wyniku spadku znaczenia w XII wieku stworzono nowe, elitarne rangi: prōtonōbelissimos i prōtonōbelissimohypertatos.